# سایمون در سرزمین نقاشی‌های گچی
سایمون در سرزمین نقاشی‌های گچی (انگلیسی: Simon in the Land of Chalk Drawings) نام یک مجموعه پویانمایی ویژه کودکان است که از سال ۱۹۷۴ تا ۱۹۷۶ میلادی از شبکهٔ «تیمز تله‌ویژن» به روی آنتن رفت.
راوی داستان در نسخهٔ اصلی (بریتانیایی) آن «برنارد کریبینز»، در نسخهٔ آمریکایی آن «باب کیشان» و در نسخهٔ کانادایی‌اش «ارنی کومز» بود.
در ایران، این مجموعه تلویزیونی، در دههٔ شصت خورشیدی، با همین نام و با دوبلهٔ فارسی، از تلویزیون پخش شد. راوی قصه در نسخهٔ دوبله‌شدهٔ فارسی، «غلام‌علی افشاریه» بود.